# Nấm Psilocybe
Psilocybe pelliculosa là loài nấm thuộc họ Hymenogastraceae mọc khá phổ biến tại nhiều nơi trên thế giới như Bắc Mỹ, México, Nam Mỹ, bán đảo Scandinavia và vài vùng tại châu Á. Loài nấm này khi ăn vào có thể gây ảo giác.

## Đặc điểm
Nấm cao khoảng 5–12 cm, mũ nấm có đường kính 1–2 cm. Mũ màu nâu-vàng hay oliu-xám (khi khô đổi sang màu rơm), hình nón có khi thành chóp nhọn, phủ một lớp bọc nhày trong, cuống rất dài và mỏng manh 5–12 cm x 0.2 cm, màu như mũ nấm, có khi chuyển sang xanh lục hay lam. Thịt nấm màu nâu nhạt, mùi nhẹ như mùi củ cải, vị nhạt, mọc nơi những chỗ có phân bò, cỏ mục hay gỗ mục.
Chất psilocybine có trong loại nấm này có đặc tính gây ảo giác. Trải nghiệm do nấm ma thuật gây ra có thể tích cực hoặc tiêu cực tùy vào tâm lí và hoàn cảnh người sử dụng nhưng khi xảy ra ảo giác tiêu cực thì có thể rất đáng sợ, làm lệch lạc nhận thức, và gây ám ảnh không tốt cho người sử dụng. Tuy nhiên, tính đến năm 2023, không có nhiều bằng chứng cho thấy nấm thần kỳ gây hại, cả về tâm lý lẫn thể chất. Nấm thần kỳ được biết đến là không gây nghiện, và có bằng chứng sơ bộ cho thấy chúng có thể hỗ trợ trong việc hỗ trợ cai nghiện với các chất gây nghiện khác.